# Таранин, Николай Александрович
Николай Александрович Таранин (10 декабря 1924 — 14 мая 1999) — младший лейтенант Красной армии, участник Великой Отечественной войны и полный кавалер ордена Славы.

## Биография
Родился 10 декабря 1924 года в деревне Заозерье (ныне Мезенский район, Архангельская область) в семье крестьянина. После окончания 6 классов школы в 1938 году работал на рыбном заводе.
10 августа 1942 года был призван в ряды Красной армии. В боях начал принимать участие с 15 ноября 1942 года (по другим данным с декабря того же года). Служил в 140-м гвардейском стрелковом полку (47-я гвардейская стрелковая дивизия). За время войны был ранен 4 раза.
В первой половине июля 1944 года во время Люблин-Брестской операции в ходе боев за город Любомль (ныне Волынская область, Украина), Николай Таранин уничтожил расчёт пулемёта противника. 19 июля (по другим данным 10 июля) того же года вместе с танковым десантом вышел к реке Западный Буг. 9 августа 1944 года был награждён орденом Славы 3-й степени.
19 августа того же года в ходе боев за расширение плацдарма на левом берегу Вислы вблизи деревни Леженице (ныне Мазовецкое воеводство, Польша) разведгруппа, в состав которой входил Николай Таранин, отразила контратаку немцев, в этом бою Таранин лично уничтожил троих солдат. В ходе последующего ночного поиска, столкнувшись с вражеской пехотой, уничтожил 4 солдат противника. 26 сентября 1944 года был награждён орденом Славы 2-й степени.
В ночь с 11 декабря на 12 декабря 1944 года разведывательная группа (в состав которой входил Николай Таранин) выполняла задание во вражеском тылу вблизи села Брониславув (ныне Мазовецкое воеводство, Польша). Николай Таранин ворвался в траншею, занятую противником, и гранатой уничтожил двух немецких военнослужащих. После чего завязался бой, в котором разведчикам удалось уничтожить два блиндажа, радиостанцию, расчет станкового пулемёта и около 15 вражеских солдат и захватить в плен одного «языка» (ценного пленного), при этом разведывательная группа не понесла потерь. 16 декабря 1944 года был награждён орденом Красной Звезды.
17 января 1945 года вблизи села Грабова (ныне Мазовецкое воеводство, Польша) разведчиками была обнаружена колонна противника, которая продвигалась на запад. Эти сведения разведчики передали в штаб полка, который организовал десант на самоходных орудиях, в состав десанта также была включена разведывательная группа. В ходе операции было уничтожено около 200 вражеских солдат и около 30 повозок с имуществом. Также в плен было захвачено 134 немецких военнослужащих, также 15 пулемётов, 18 автоматов и 50 винтовок были захвачены в качестве трофеев. 24 марта 1945 года Таранин был награждён орденом Славы 1-й степени, став таким образом полным кавалером.
Окончил курсы младших лейтенантов. Ушёл в запас в октябре 1945 года. После ухода в запас жил в селе Дорогорское (Мезенский район, Архангельская область), где работал на рыбном комбинате. В 1984 году вышел на пенсию и переехал в Северодвинск. Скончался 14 мая 1999 года, был похоронен в селе Дорогорское.

## Награды
Николай Александрович был награждён следующими орденами и медалями:
- Орден Отечественной войны 1-й степени (11 марта 1985)[5];
- Орден Красной Звезды (16 декабря 1944)[6];
- Полный кавалер ордена Славы:

- Орден Славы 1-й степени (24 марта 1945 — № 538);
- Орден Славы 2-й степени (26 сентября 1944 — № 5503);
- Орден Славы 3-й степени (9 августа 1944 — № 126558);

- Медаль «За взятие Берлина»[10];
- Медаль «За победу над Германией в Великой Отечественной войне 1941-1945 гг.»;
- Медаль «За трудовую доблесть»;
- также ряд прочих медалей[1][2].